# Alburnoides rossicus
Alburnoides rossicus är en fisk i familjen karpfiskar som förekommer i östra Europa. Populationen infogades en längre tid i andra arter av samma släkte.
Utbredningsområdet sträcker sig från östra Polen, Belarus och Moldavien till Uralbergen. Fisken lever i vattendrag som mynnar i Svarta havet, Kaspiska havet och Östersjön. Vattendragen har främst grus, småstenar och klippor som botten. Vattenflödet är snabbt till mottligt. Typiska växter och djur i vattendragen är alger av släktena Ulothrix och Cladophora, lav, insektslarver och blötdjur.
Som vanlig föda registrerades larver av Caenis macrura, Hydropsyche contubernalis, Psychomyia pusilla, vattenfis, Hexatoma bicolor och Polypedilum scalaenum.
Beståndet påverkas negativt av nya dammbyggnader och vattenföroreningar. Fiske på Alburnoides rossicus är nästan obefintlig. IUCN listar arten på grund av den stora utbredningen som livskraftig (LC).